# Dokville
Dokville ist ein Dokumentarfilm-Kongress, der vom Haus des Dokumentarfilms veranstaltet wird. Bis einschließlich 2016 fand er jährlich in Ludwigsburg statt, seit 2017 wird er in Stuttgart veranstaltet. Bei diesem Branchentreff erörtern Filmschaffende an zwei Tagen künstlerische und ökonomische Aspekte des Dokumentarfilms.
Bei dem zeitgleich stattfindenden SWR Dokufestival wird ab 2017 jährlich der mit 20.000 Euro dotierte Deutsche Dokumentarfilmpreis verliehen. Dort wird auch der Förderpreis des Hauses des Dokumentarfilms (dotiert mit 3.000 Euro) verliehen. Hinzugekommen sind seit 2017 außerdem der Preis der Stuttgarter Zeitung Leserjury (dotiert mit 4.000 Euro) und der Preis der Norbert Daldrop Förderung für Kunst und Kultur (dotiert mit 5.000 Euro) sowie seit 2018 der Musikpreis der Opus GmbH (dotiert mit 5.000 Euro).
DOKVILLE 2025 soll am 26. und 27. Juni 2025 in Stuttgart als Präsenzveranstaltung und im Livestream stattfinden.

## Themenrückblick
- 2006: Auf schmalem Grat – Copyright und Rechte
- 2007: Dokumentarfilm als Ereignis. Kino – Fernsehen
- 2008: Dokumentarfilm 2.0. Gefangen im Netz oder völlig neue Möglichkeiten?
- 2009: Erfolg am Medienmarkt. Der Dokumentarfilm, das Geld und die Dramaturgie
- 2010: Realität oder DokTale. Filmemacher auf Umwegen
- 2011: Dokumentarfilm der Zukunft. Zukunft des Dokumentarfilms
- 2012: Vom Dokumentarfilm leben
- 2013: Wandel des Dokumentarischen
- 2014: Grenzenlos. Neue Kooperationswege für den Dokumentarfilm
- 2015: Film + Social Media. Sprengkraft für den Dokumentarfilm
- 2016: Film, Webdoku, Game, 360° transmedial Erzählen
- 2017: Fakes, Fakten, Footage
- 2018: In Serie – Boom Non-Fiktionaler Formate
- 2019: Animierte Wirklichkeit – Zwischen Fakt und Fiktion
- 2020: Stimmen aus der Branche (Auswirkungen der Corona-Krise)
- 2021: Doku-Serien. Experimentell. Vielfältig.
- 2022: Dokumentarfilm. Investigativ.
- 2023: Medien und Diversität
- 2024: Krieg und Des:information
- 2025: Rechtsruck Deutschland. Dokumentarische Positionen

## Preisträger des Deutschen Dokumentarfilmpreises
- 2003: Die Kinder sind tot von Aelrun Goette
- 2005: Die Spielwütigen von Andres Veiel
- 2007: Gambit von Sabine Gisiger
- 2009: Let’s Make Money von Erwin Wagenhofer[1]
- 2011: Pina von Wim Wenders[2]
- 2013: Sofia’s Last Ambulance von Ilian Metev[3]
- 2015: Song from the Forest von Michael Obert[4]
- 2017: Democracy – Im Rausch der Daten von David Bernet[5]
- 2018: Of Fathers and Sons von Talal Derki
- 2019: Heimat ist ein Raum aus Zeit von Thomas Heise
- 2020: Eine Klinik im Untergrund – The Cave von Feras Fayyad und Lovemobil von Elke Lehrenkrauss (Preis zurückgegeben[6])
- 2021: Ich bin Greta von Nathan Grossman[7]
- 2022: Dear Future Children von Franz Böhm und Herr Bachmann und seine Klasse von Maria Speth[8]
- 2023: Kash Kash – Without Feathers We Can’t Live von Lea Najjar und When Spring Came to Bucha von Mila Teshaieva und Marcus Lenz[9]
- 2024: Total Trust von Jialing Zhang[10]

## Ehrenpreis (seit 2021)
- 2021: Georg Stefan Troller
- 2022: Werner Herzog
- 2023: Wim Wenders
- 2024: Ulrike Ottinger

## Förderpreis Haus des Dokumentarfilms
- 2005: 7 Brüder von Sebastian Winkels
- 2007: Prinzessinnenbad von Bettina Blümner
- 2009: Draußen bleiben von Alexander Riedel
- 2011: How to make a book with Seidl von Jörg Adolph und Gereon Wetzel
- 2013: Die Große Passion von Jörg Adolph
- 2015: Am Kölnberg von Robin Humboldt und Laurentia Genske
- 2017: Raving Iran von Susanne Regina Meures
- 2018: Shut up and Play the Piano von Philipp Jedicke[11]
- 2019: Dark Eden von Jasmin Herold und Michael David Beamish[12]
- 2020: Lost in Face von Valentin Riedl[13]
- 2021: Was tun von Michael Kranz
- 2022: The Other Side of the River von Antonia Kilian
- 2023: Nasim von Ole Jacobs und Arne Büttner[14]
- 2024: Goldhammer von André Krummel und Pablo Ben Yakov[15]